# (100033) Taizé
(100033) Taizé – planetoida z pasa głównego asteroid okrążająca Słońce w ciągu 5 lat i 248 dni w średniej odległości 3,18 j.a. Została odkryta 9 kwietnia 1991 roku w Karl Schwarzschild Observatory w Tautenburgu przez Freimuta Börngena. Nazwa planetoidy pochodzi od Taizé, małej miejscowości w Burgundii, gdzie znajduje się siedziba wspólnoty Taizé. Przed nadaniem nazwy planetoida nosiła oznaczenie tymczasowe (100033) 1991 GV10.